# L'Anguille (rivière)
Pour le film, voir L'Anguille.
L'Anguille (L'Anguille River) est une rivière située au nord-est de l'État de l'Arkansas aux États-Unis, et un affluent de la rivière Saint Francis, donc un sous-affluent du Mississippi.

## Étymologie
Son nom d'anguille, lui fut donné par les premiers trappeurs et coureurs des bois français et Canadiens français à l'époque de la Nouvelle-France et de la Louisiane française.

## Géographie
Sa longueur est de 175 km de long.
La rivière prend sa source près de la ville de Jonesboro dans le comté de Craighead. Elle s'écoule ensuite à travers le comté de Poinsett, le comté de Cross, le comté de Saint Francis et le comté de Lee où elle se jette dans la rivière Saint Francis.
La rivière traverse les villes de Palestine et de  Marianna.